# Jordi Juan Huguet
Jordi Juan Huguet (Tavernes de la Valldigna, 23 d'abril de 1983) és un matemàtic, professor universitari i polític valencià. Ha estat alcalde de Tavernes de la Valldigna (2011-2019) i secretari autonòmic d'Innovació i Transformació Digital de la Generalitat Valenciana (2019-2022).

## Biografia
Doctor cum laude en matemàtiques per la Universitat Politècnica de València, premi extraordinari de llicenciatura per la Universitat de València, premi extraordinari de doctorat per la Universitat Politècnica de València, menció al rendiment acadèmic per la Generalitat Valenciana i premi nacional d'acabament d'estudis universitaris pel Govern d'Espanya. S'especialitzà en anàlisi funcional amb una tesi sobre regularitat d'operadors en derivades parcials en classes no quasi analítiques (2011) sota la supervisió dels matemàtics José Bonet Solves i Antonio Galbis Verdú. Ha ampliat estudis al Consell Superior d'Investigacions Científiques i a la Universitat de Trier (Alemanya).
Posteriorment ha estat professor de Matemàtiques a la Universitat Politècnica de València i professor de didàctica de la matemàtica a la Universitat de València a més de membre de l'Institut Universitari de Matemàtica Pura i aplicada de la UPV. Actualment té la plaça en excedència al Departament de Didàctica de la Matemàtica a la Universitat de València.
També s'ha format en administració i direcció d’empreses, lideratge i en intel·ligència i analítica de negocis amb l’Executive Master in Business Analytics d'ESADE de la Universitat Ramon Llull. El seu treball final de màster versa sobre algoritmes de machine learning sobre el CRM per a noves estratègies de negoci en la companyia VMware.

### Carrera política
Va ser elegit regidor del seu municipi per primera vegada a les eleccions municipals de 2007 per l'aleshores Bloc Nacionalista Valencià. Repeteix a les de 2011, 2015 i 2019 com a cap de llista i aconsegueix l'alcaldia. En aquesta darrera va renunciar a l'alcaldia dies després de la investidura per ser nomenat secretari autonòmic d'Innovació de la Generalitat Valenciana. Fou elegit diputat a les eleccions a les Corts Valencianes de 2015. El juliol de 2019 s'incorporà a la Conselleria d'Innovació, Universitats, Ciència i Societat Digital sota la direcció de la independent Carolina Pascual com a secretari autonòmic d'Innovació.
Al capdavant de l'alcaldia de Tavernes de la Valldigna va aconseguir reduir el deute públic en un 82%. Pel que fa a les polítiques actives d'ocupació, l'Ajuntament de Tavernes va realitzar un ambiciós pla de captació de subvencions i en el període 2015-2019 es destinaren 4,7 milions d'euros a 37 programes d'ocupació amb 626 nous contractes de treball. Va rebre en 2018 el premi al bon govern per part de la Federació Valenciana de Municipis i Províncies.
Juan deixà la secretaria autonòmica el setembre de 2022 per a treballar al sector privat.

#### Denuncia arxivada
Durant la legislatura en què va ser diputat a les Corts i, alhora, alcalde de Tavernes de la Valldigna, va rebre una denuncia presentada a fiscalia anticorrupció pel grup municipal del PP a Tavernes per les despeses d'un viatge oficial, que va ser arxivada pel ministeri públic en no veure cap indici de delicte. La campanya en la premsa orquestrada pel Partit Popular va acabar en no res, en un nou intent de desprestigiar la figura de l'aleshores alcalde de Tavernes.